# Unitel
Unitel S.A. és una empresa d'Angola prestadora de serveis de telefonia mòbil, que ha estat la primera a operar amb la tecnologia GSM al mercat angolès. Va ser constituïda en 1998, i va entrar al mercat en 2001. En el tercer trimestre del mateix any, va assumir el lideratge del mercat en nombre de clients. Ha com Slogan oficial: O próximo mais próximo.
Des de desembre de 2004, l'empresa subministra cobertura de xarxa mòbil a les capitals de les 18 províncies. Té 2.000 empleats i en desembre de 2011 va passar a oferir cobertura a totes les seus municipals del país, cosa que s'esperava assolir a finals de 2012. Quan va iniciar l'activitat a Luanda i posteriorment a Benguela, l'empresa operava en GSM 900. Actualment ja opera en algunes zones en GSM 1800.
El tarifari és fet en UTT (Unitat Tarifària de Telecomunicacions), tal com en tots serveis de telecomunicacions a Angola. 1 UTT equival a 7,2 kwanza. Les targetes de recarregues disponibles són 125 UTT, 375 UTT, 625 UTT i 1250 UTT. La recarrega generalment és feta en les multicaixaes, als bancs i en les tendes d'agents autoritzats. Portugal Telecom deté una participació del 25% a Unitel. Els altres accionistes són Mercury (una subsidiària de Sonangol), Grup GENI i Vidatel, amb un 25 % cadascuna.

## Principals objectius
L'Empresa té per objectiu principal la instal·lació, explotació i prestació de serveis de telecomunicacions i altres activitats connexes o complementàries, en què es verifiqui afinitat tecnològica amb el seu objecte principal permès per la llei i aprovada pel consell d'administració. L'activitat actual d'Unitel està focalitzada en la prestació de serveis mòbils de veu i dades.
L'empresa lidera el mercat de les telecomunicacions mòbils en Angola amb el sistema GSM de solució tecnològica s'ha mostrat bastant viable en termes d'expansió pel territori angolès.